# HMS Spartiate (1798)
El HMS Spartiare fue un navío de línea británico de tercera clase, participante en la batalla de Trafalgar, construido originalmente para la Marina Nacional francesa en Tolón. Según los estándares británicos, constaba de 74 cañones nominales y estaba categorizado como navío de tercera clase, aunque de origen era un Premier Rang.
Participó como navío perteneciente a la escuadra francesa en la batalla del Nilo bajo el nombre de Sparti o Le Spartiate, donde fue apresado por la escuadra británica, prestando sus servicios desde entonces para la Royal Navy. El buque fue comandado en la batalla de Trafalgar por el capitán Francis Laforey, sufriendo tres fallecidos en combate y una veintena de heridos.
En 1836 fue retirado del servicio activo, quedando como simple casco flotante en 1842. Finalmente, fue desguazado en 1857.